# 保罗·诺克斯
保罗·诺克斯（英語：Paul Knox，1933年11月23日—2022年8月24日），加拿大男子冰球运动员，场上位置是前锋。他曾代表加拿大参加1956年冬季奥林匹克运动会冰球比赛，获得一枚铜牌。